# Omloop van het Waasland 2015
L'Omloop van het Waasland 2015, cinquantunesima edizione della corsa, valido come evento dell'UCI Europe Tour 2015 categoria 1.2, si svolse il 15 marzo 2015 su un percorso di 187 km, con partenza da Lokeren ed arrivo a Stekene, in Belgio. La vittoria fu appannaggio dell'olandese Joeri Stallaert, che completò il percorso in 4h09'57" alla media di 44,89 km/h, che precedette i belgi Joeri Stallaert e Oliver Naesen.
Dei 185 ciclisti alla partenza a tagliare il traguardo furono in 161.

## Squadre partecipanti
| N.     | Cod. | Squadra                        |
| ------ | ---- | ------------------------------ |
| 1-8    | TSV  | Topsport Vlaanderen-Baloise    |
| 9-16   | WGG  | Wanty-Groupe Gobert            |
| 17-23  | WBC  | Wallonie-Bruxelles             |
| 25-32  | MMM  | Team 3M                        |
| 33-40  | SKT  | An Post-ChainReaction          |
| 41-48  | SGT  | Team Stuttgart                 |
| 49-56  | WIL  | Veranda's Willems Cycling Team |
| 57-64  | VER  | Veranclassic-Ekoi              |
| 65-72  | CSH  | Colba-Superano Ham             |
| 73-80  | CIB  | Cibel                          |
| 81-88  | BAI  | Bike Aid                       |
| 89-96  | TKG  | Kuota-Lotto                    |
| 97-104 | RAL  | Team Raleigh GAC               |

| N.      | Cod. | Squadra                           |
| ------- | ---- | --------------------------------- |
| 105-112 | CJP  | Cyclingteam Jo Piels              |
| 113-120 |      | Lotto-Soudal U23                  |
| 121-128 |      | Arrow Cycling Team                |
| 129-136 | NPC  | NFTO                              |
| 137-144 |      | Royal Cureghem Sportief VZW       |
| 145-152 |      | Wetterse Dakwerken                |
| 153-160 |      | Royal Velo-Club Ottignies         |
| 161-168 |      | Reno Systems-CKT Cycling Team     |
| 169-176 |      | Smartphoto Cycling Team           |
| 177-184 |      | Profel-United CT                  |
| 185-192 |      | V.Z.W. Royal Antwerp Bicycle Club |
| 193-200 |      | SportGrub Kuota Cycling Team      |

## Ordine d'arrivo (Top 10)
| Pos. | Corridore            | Squadra               | Tempo    |
| ---- | -------------------- | --------------------- | -------- |
| 1    | Geert van der Weijst | Team 3M               | 4h09'57" |
| 2    | Joeri Stallaert      | Cibel                 | s.t.     |
| 3    | Oliver Naesen        | Topsport Vlaanderen   | s.t.     |
| 4    | Davy De Scheemaeker  | Smartphoto CT         | s.t.     |
| 5    | Jarl Salomein        | Topsport Vlaanderen   | s.t.     |
| 6    | Frederik Backaert    | Wanty-Gobert          | s.t.     |
| 7    | Justin Jules         | Veranclassic-Ekoi     | s.t.     |
| 8    | James Vanlandschoot  | Wanty-Gobert          | s.t.     |
| 9    | Antoine Demoitie     | Wallonie-Bruxelles    | s.t.     |
| 10   | Paulius Šiškevičius  | An Post-ChainReaction | s.t.     |